# Samsung Intensity
Samsung SCH-U450 es un teléfono móvil de mensajería de texto con control deslizante lateral desarrollado por Samsung. Fue lanzado el 16 de septiembre de 2009 en Verizon Wireless como Intensity y en Alltel como DoubleTake.

## Características
Las características del SCH-U450 incluyen: un teclado QWERTY, Bluetooth, reproductor de MP3, SMS, mensajería instantánea móvil y correo electrónico, y una cámara de 1.3 MP solo para fotos. La filmación de video no es compatible. El teléfono viene en tres colores diferentes; flamenco rojo, negro y azul. El teléfono también tiene una ranura para tarjeta Micro SD a la que se puede acceder quitando la placa posterior.